# Río Mendoza
Pour les articles homonymes, voir Mendoza.
Le río Mendoza est une rivière qui parcourt la province de Mendoza en Argentine. Son bassin d'alimentation se trouve dans les sommets de la cordillère des Andes, entre les massifs de l'Aconcagua et du Tupungato où abondent neiges et glaciers. C'est un affluent du Desaguadero et sous-affluent du Colorado argentin.

## Description de son cours
Il naît de la confluence des cours d'eau de las Vacas, las Cuevas et Tupungato. Ce dernier lui apporte la plus grande partie de son débit. Sa vallée supérieure a un profil en forme de « U », produit par l'érosion glaciaire. Il reçoit en rive gauche l'apport important des eaux venues des flancs méridionaux du massif de l'Aconcagua. Il passe par Uspallata, continuant à recevoir de petits affluents augmentant son débit. Il traverse la précordillère par la vallée de Potrerillos (es) où l'on a construit un important barrage qui a créé un grand lac artificiel. Après avoir traversé le défilé de Cacheuta, il atteint la plaine. Là, il décrit un grand arc s'orientant vers le nord-est et rejoint les lagunas de Guanacache au niveau du collecteur principal du système du Desaguadero.

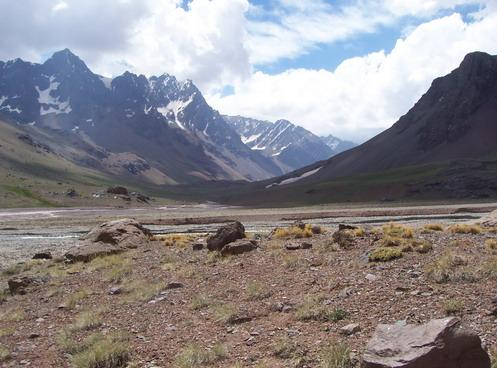
Le cours supérieur du Mendoza.

## Hydrologie
De 1909 à 2009 à Guido, il a un débit moyen de 48,9 m3/s, volume comparable à 40 % du débit de la Marne à Paris, avec des étiages généralement modérés en hiver (de mai à septembre). Il fournit de l'eau à la ville de Mendoza, l'agglomération la plus importante de la province de Mendoza.

### Hydrométrie - mesure des débits à Guido
Le débit du Mendoza a été observé pendant 4 ans (1949-1952) à Guido, localité de la province de Mendoza située à 30 km à l'ouest de la ville de Mendoza. 
À Guido, le débit annuel moyen ou module observé sur cette période a été de 39,4 m3/s pour une surface étudiée de 8 180 km2, soit plus ou moins 90 % de la surface « utile » du bassin versant, c'est-à-dire de la surface qui donne lieu à un écoulement.
La lame d'eau écoulée dans cette partie du bassin versant atteint ainsi 152 millimètres par an, ce qui peut être considéré comme satisfaisant dans cette région souvent fort desséchée par ailleurs.
Cours d'eau issu avant tout de la fonte des neiges, le Mendoza a un régime typiquement nival qui présente deux saisons bien marquées.
Les hautes eaux se déroulent de décembre à février, ce qui correspond à la fonte des neiges des hauts massifs andins. Au mois de mars, le débit de la rivière baisse progressivement, ce qui mène à une longue période de basses eaux, allant de mai à octobre. Mais la rivière conserve durant toute cette période un débit fort consistant et particulièrement régulier, soutenu par les précipitations des sommets du bassin (Aconcagua : 6 962 m ; Tupungato : 6 570 m).[réf. nécessaire]
Le débit moyen mensuel observé en août (minimum d'étiage) est de 19,8 m3/s, soit plus ou moins un quart du débit moyen du mois de janvier (86,3 m3/s), ce qui correspond à une amplitude assez modérée des variations saisonnières. Sur les 4 ans d'observation de 1949-1952, le débit mensuel minimal a été de 18,4 m3/s (en juin 1950) et le débit mensuel maximal de 110 m3/s (en janvier 1949).

## Tourisme
- La ville de Potrerillos (es) se trouve a 69 km de Mendoza la capitale de la province. Au milieu d'un couloir andin se trouve le réservoir de Potetrillos (es). Avec 14 km de long pour trois de largeur maximale, le lac atteint quelque 1 500 ha de superficie. La grandeur du site ajoutée à la beauté du paysage naturel, la pureté de l'air et le climat de montagne, ont créé un important potentiel touristique et sa reconnaissance au niveau international.

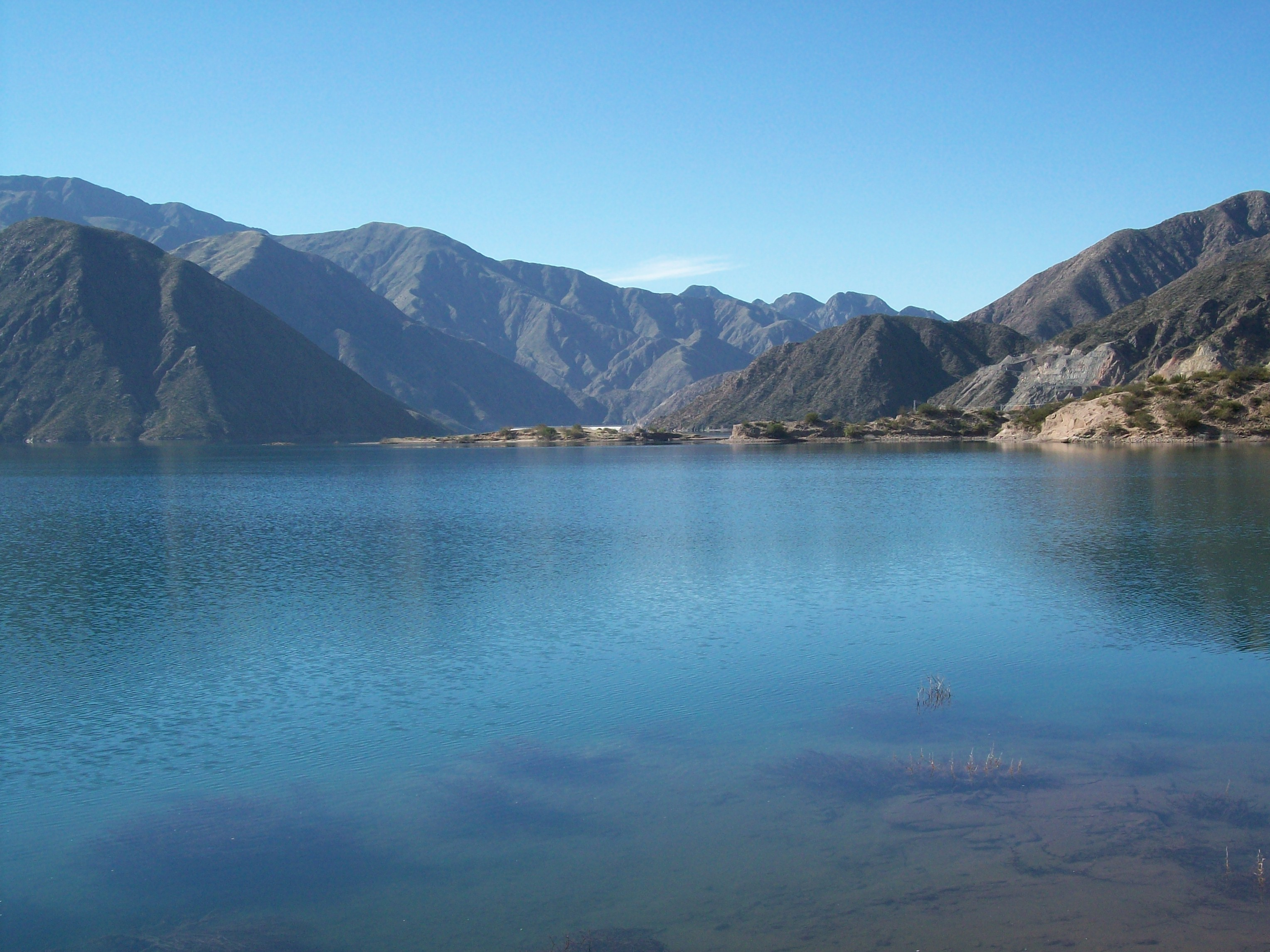
Réservoir de Potetrillos (es).
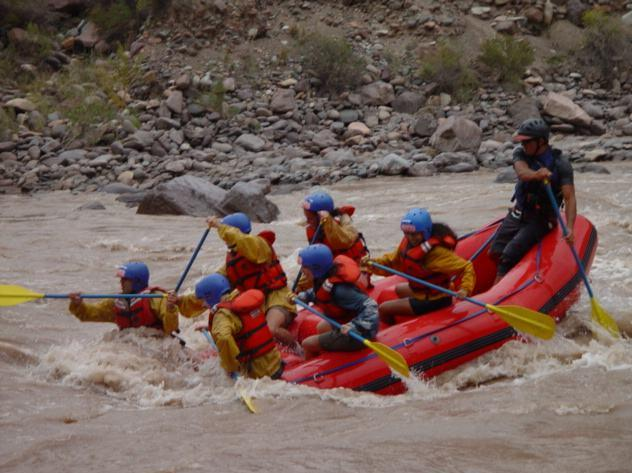
Rafting sur le Mendoza.
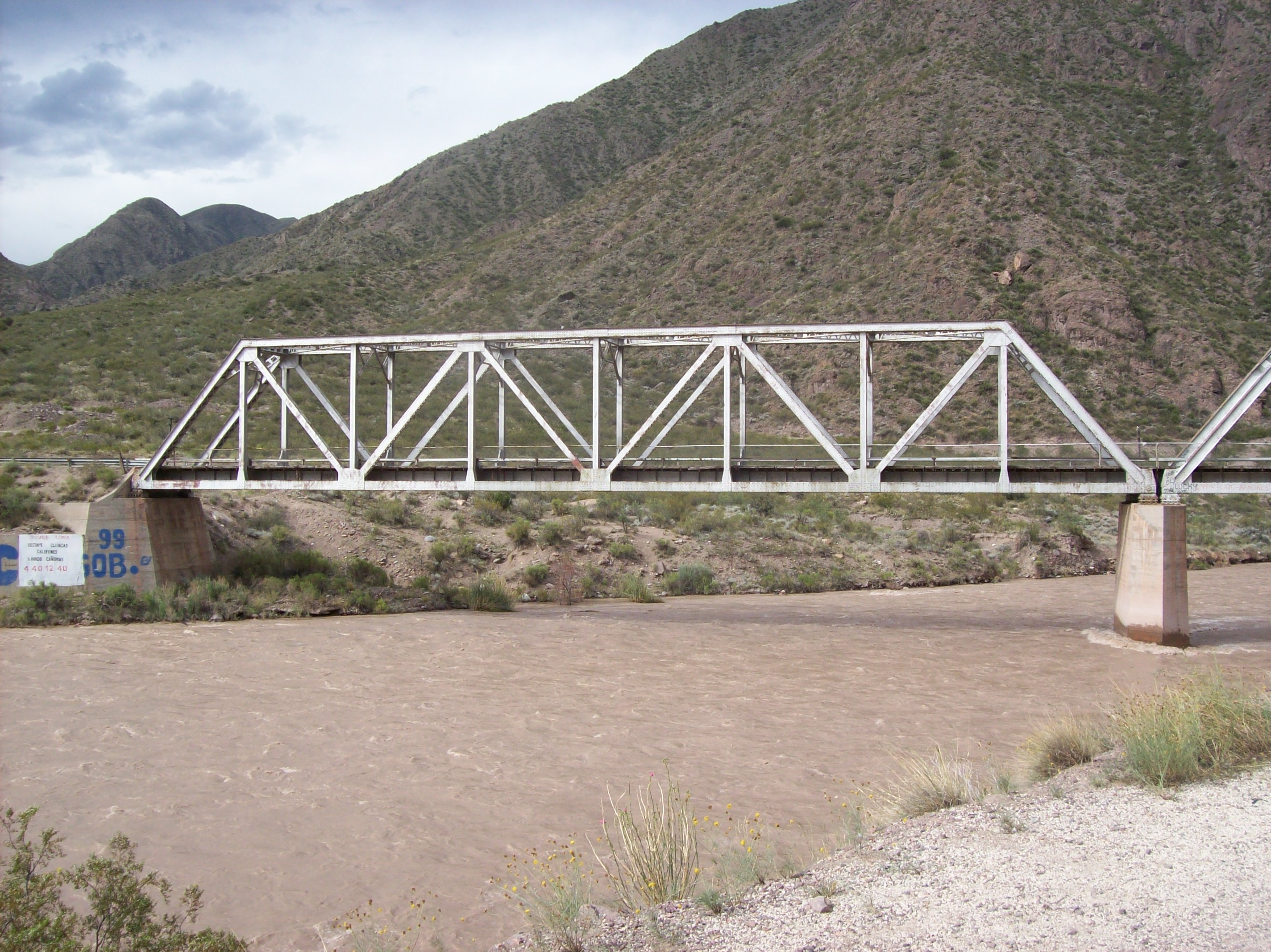
Pont du chemin de fer transandin sur le Mendoza.